# عمر الجبالي
عمر الجبالي (مواليد 24 ديسمبر 1953) هو لاعب كرة قدم. يلعب مع منتخب تونس لكرة القدم. سبق له أن لعب في كأس العالم لكرة القدم مع منتخب بلاده.

## روابط خارجية
- عمر الجبالي على موقع الاتحاد الدولي (مؤرشف)  (الإنجليزية)
- عمر الجبالي على موقع قاعدة بيانات كرة القدم.إي يو (الإنجليزية)
- عمر الجبالي على موقع ناشيونال فوتبول تيمز (الإنجليزية)
- عمر الجبالي على موقع عالم كرة القدم.نت (الإنجليزية)